# Mesolitico

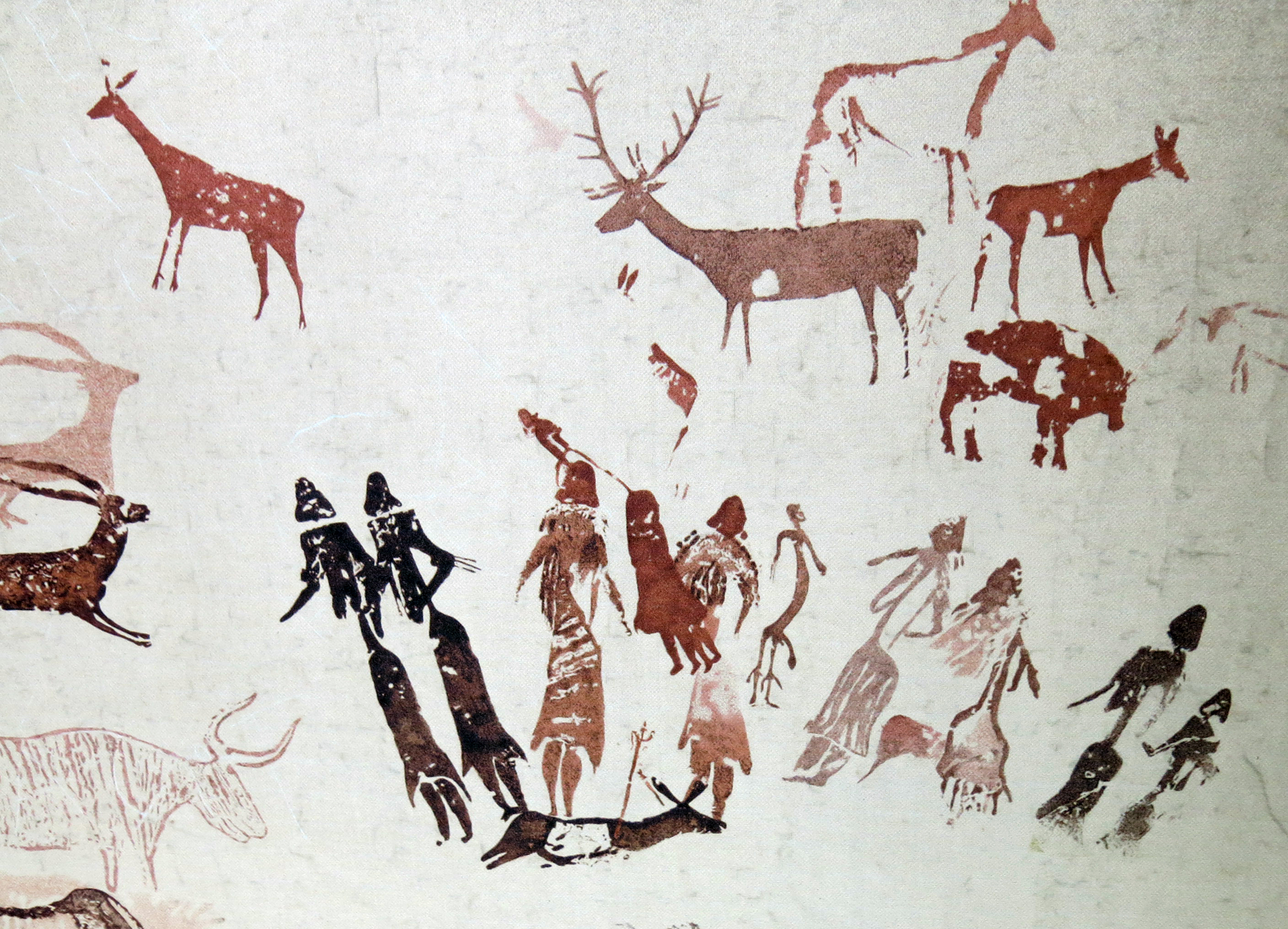
Pitture di Roca dels Moros, El Cogul

Il Mesolitico  (dal greco: μέσος, mesos 'medio' e λίθος, lithos 'pietra', ossia "età media della pietra"), nella periodizzazione della storia umana, è il periodo intermedio dell'Età della pietra, che succede al Paleolitico e precede il Neolitico.

## Descrizione
È posto tra la fine dell'ultima glaciazione e la rivoluzione neolitica. Il termine è poco utilizzato in riferimento alle aree europee più orientali e per nulla al di là dell'Eurasia e del Nord Africa.
Le date di inizio e di fine variano a seconda dell'area interessata: in Europa si estende approssimativamente da 10.000 a 7.500 anni fa, e in Medio Oriente, dove è indicato con il termine di Epipaleolitico, approssimativamente da 20.000 a 10.000 anni fa. In effetti, poiché il termine finale è dato dal Neolitico, questo varia fortemente di regione in regione, dipendendo dalla diffusione dell'ultima fase dell'età della pietra. 
Il periodo è caratterizzato da grandi cambiamenti climatici; l'innalzamento delle temperature, comportò lo scioglimento della calotta polare in vaste aree del nord Europa, un generale innalzamento delle acque, con il conseguente arretramento delle coste.  Il cambiamento climatico favorì l'espansione di vaste foreste al posto delle tundre; tale cambiamento fu una concausa (insieme all'uomo stesso) della scomparsa della megafauna, e le mandrie di grandi mammiferi come cavalli, bisonti e cervi, si spostarono più a nord. 
Il tipo di cultura associato al Mesolitico varia tra le aree, ma in genere è associato a un declino della caccia di gruppo ai grandi animali, sostituiti da prede di piccola taglia e pesci, cacciabili anche da individui singoli, e allo sviluppo di armi e utensili litici più sofisticati e tipicamente più piccoli rispetto alle equivalenti del Paleolitico, detti microliti.  
Questi sono realizzati grazie a tecniche sofisticate di lavorazione della pietra, nelle quali, piccole schegge di selce fissate a manici in legno o in osso, erano utilizzate per costruire utensili per la caccia e la raccolta dei vegetali.
Si ebbe inoltre uno sviluppo delle armi da lancio e in particolare si generalizzò l'impiego dell'arco, soprattutto in Europa, anche per l'aumento della caccia degli animali di taglia medio-piccola. 
In generale le popolazioni del mesolitico vivevano in insediamenti all'aria aperta, le abitazioni erano costituite da capanne, che spesso venivano costruite in vicinanza di fonti d'acqua o lungo le coste. Questo tendenza fu accompagnata da un miglioramento delle attività economiche, con una conseguente considerevole crescita demografica della popolazione.

## Arte
Nel Mesolitico l'Homo sapiens rappresentò sulla roccia nuove immagini, non più quelle paleolitiche raffiguranti la caccia a mammiferi di grossa taglia, ormai estinti o in via di estinzione. Le tecniche principali dell'arte mesolitica furono, come in precedenza, il graffito e l'arte rupestre, che non raggiunsero comunque i vertici del Magdaleniano.